# Bücker Bü 133
O Bücker Bü 133 Jungmeister foi um avião de treino avançado da Luftwaffe durante os anos 30. Um biplano monomotor, tinha uma fuselagem em metal. Foi exportado e construído em vários países.